# 金森重義
金森 重義（かなもり しげよし、慶長8年（1603年） - 寛文12年11月22日（1672年12月30日））は、江戸時代前期の旗本。飛騨高山藩第2代藩主・金森可重の六男。通称、権大夫・左兵衛。母は名護屋高久の娘。兄に重近、重次、高山藩第3代藩主・重頼、可次、重勝、弟に酒井重澄がいる。室は渡辺正の娘。子に重徳、重郷、可邑、米倉昌尹室、江川英暉室らがいる。

## 生涯
元和8年（1622年）、兄重頼の領地のうち、2,000石を分知され寄合に列する。のちに西城書院番となり、蔵米500俵を賜る。
寛永3年（1626年）の将軍徳川家光上洛の際に付き従う。寛永9年（1632年）に小姓組になり、翌年常陸国鹿島郡内において、700石を加増されたが寛文10年(1670年)致仕し雲雪と号する。その子重徳が継ぐに当たり2000石を宗家に返して700石を知行する。寛文12年（1672年）、69歳で没する。
次男重郷、四男可邑はそれぞれ分家し旗本となった。